# Juanpe
Juan Pedro Jiménez Melero, noto come Juanpe (Jerez de la Frontera, 31 gennaio 1996), è un calciatore spagnolo, centrocampista del Malaga.

## Carriera
Cresciuto nel settore giovanile del Cadice, ha esordito in prima squadra il 19 agosto 2016 disputando l'incontro di Segunda División pareggiato 1-1 contro l'Almería.

## Statistiche

### Presenze e reti nei club
Statistiche aggiornate al 31 gennaio 2022.
| Stagione                 | Squadra                  | Campionato               | Campionato | Campionato | Coppe nazionali | Coppe nazionali | Coppe nazionali | Coppe continentali | Coppe continentali | Coppe continentali | Altre coppe | Altre coppe | Altre coppe | Totale | Totale |
| Stagione                 | Squadra                  | Comp                     | Pres       | Reti       | Comp            | Pres            | Reti            | Comp               | Pres               | Reti               | Comp        | Pres        | Reti        | Pres   | Reti   |
| ------------------------ | ------------------------ | ------------------------ | ---------- | ---------- | --------------- | --------------- | --------------- | ------------------ | ------------------ | ------------------ | ----------- | ----------- | ----------- | ------ | ------ |
| 2016-gen. 2017           | Cadice                   | SD                       | 1          | 0          | CR              | 0               | 0               |                    | -                  | -                  |             | -           | -           | 1      | 0      |
| gen.-giu. 2017           | Atlético Mancha Real     | SDB                      | 4          | 0          |                 | -               | -               |                    | -                  | -                  |             | -           | -           | 4      | 0      |
| 2017-2018                | Cadice                   | SD                       | 0          | 0          | CR              | 0               | 0               |                    | -                  | -                  |             | -           | -           | 0      | 0      |
| ago.-set. 2018           | Siviglia C               | TD                       | 2          | 0          |                 | -               | -               |                    | -                  | -                  |             | -           | -           | 2      | 0      |
| 2018-2019                | Siviglia Atlético        | SDB                      | 32         | 1          |                 | -               | -               |                    | -                  | -                  |             | -           | -           | 32     | 1      |
| 2019-2020                | Siviglia Atlético        | SDB                      | 22         | 1          |                 | -               | -               |                    | -                  | -                  |             | -           | -           | 22     | 1      |
| Totale Siviglia Atlético | Totale Siviglia Atlético | Totale Siviglia Atlético | 54         | 2          |                 | -               | -               |                    | -                  | -                  |             | -           | -           | 54     | 2      |
| 2020-2021                | Lugo                     | SD                       | 37         | 3          | CR              | 1               | 0               |                    | -                  | -                  |             | -           | -           | 38     | 3      |
| 2021-2022                | Lugo                     | SD                       | 12         | 1          | CR              | 0               | 0               |                    | -                  | -                  |             | -           | -           | 12     | 1      |
| Totale Lugo              | Totale Lugo              | Totale Lugo              | 49         | 4          |                 | 1               | 0               |                    | -                  | -                  |             | -           | -           | 50     | 4      |
| Totale carriera          | Totale carriera          | Totale carriera          | 110        | 6          |                 | 1               | 0               |                    | -                  | -                  |             | -           | -           | 111    | 6      |